# Władysław Szenajch
Władysław Szenajch (Schoeneich) (ur. 13 maja 1879 w Warszawie, zm. 23 października 1964) – polski lekarz pediatra, filozof medycyny, społecznik i organizator służby zdrowia.

## Życiorys
Był synem Edwarda Schoeneicha i Emilii z domu Wanke, pochodzącej z rodziny o holenderskich korzeniach. Jego starszym bratem był pastor luterański w Lublinie Aleksander Schoeneich (1861–1939).
Ukończył gimnazjum w Warszawie w 1898, następnie Wydział Lekarski Cesarskiego Uniwersytetu Warszawskiego. Studiował również za granicą. W 1915 roku zmienił pisownię nazwiska na Szenajch.
Od 1906 był ordynatorem w szpitalu dla dzieci Anny-Marii w Łodzi. Od 1913 był naczelnym lekarzem tego szpitala. W latach 1913–1953 był ordynatorem warszawskiego Szpitala im. Karola i Marii. W 1922 został docentem pediatrii, a w 1929 został profesorem Uniwersytetu Warszawskiego.
Od 1917 był referentem, a następnie naczelnikiem wydziału opieki państwowej nad dzieckiem i matką w Ministerstwie Zdrowia Publicznego, Opieki Społecznej i Ochrony Pracy. W 1918 kierował tym ministerstwem w ramach prowizorium rządowego Władysława Wróblewskiego. Następnie do sierpnia 1919 był dyrektorem departamentu opieki nad dziećmi i młodzieżą.
Stworzył razem z Janem Brudzińskim pierwsze placówki do opieki nad dziećmi. Przez wiele lat działał w Polskim Towarzystwie Pediatrycznym, Towarzystwie Medycyny Społecznej, Polskim Towarzystwie Szpitalnictwa i Izbie Lekarskiej. Po wojnie, w 1951 roku był profesorem Akademii Medycznej w Warszawie. 
Był członkiem Kolegium Kościelnego warszawskiej parafii luterańskiej Św. Trójcy..
Został pochowany na cmentarzu ewangelicko-reformowanym przy ul. Żytniej w Warszawie (kwatera 4-2-13).

## Życie prywatne
W 1903 poślubił ewangeliczkę reformowaną Eugenię Pianko, siostrę Gabrieli Pianko. Ich synem był lekkoatleta i olimpijczyk Aleksander Szenajch. Mieli także córkę Marię (ur. 1906), po 1945 roku zamieszkałą we Włoszech). 

## Książki i ważniejsze prace
Szenajch ogłosił ok. 70 prac z dziedziny chorób dzieci, z zakresu opieki nad dziećmi i śmiertelności dzieci, m.in.:
- Porównawcza statystyka urodzeń i śmiertelności wśród ludności ubogiej chrześcijańskiej i żydowskiej w Warszawie i Łodzi (1916)
- Zasady organizacji opieki nad dziećmi (1927)
- Monografia szpitala dla dzieci im. Karola i Marii, t. 2, 1926 i 1937
- Przysięga i przykazanie Hipokratesowe (1931)
- Rady dla matek o karmieniu i pielęgnowaniu niemowląt
- Myśli Lekarza (1958).

## Członkostwo w organizacjach
Szenajch był m.in.:
- członkiem prezydium i dyrekcji Centralnej Komisji Pomocy dla Dzieci
- członkiem zarządu Komisji Ratowania Dzieci
- przedstawicielem wydziału lekarskiego Uniwersytetu Józefa Piłsudskiego w Radzie Fundacji Warszawskiej Szkoły Pielęgniarstwa
- od 1936 – prezesem zarządu tej fundacji
- współzałożycielem i wiceprezesem Polskiego Towarzystwa Medycyny Społecznej
- założycielem i prezesem Polskiego Towarzystwa Szpitalnictwa
- współzałożycielem i prezesem Polskiego Towarzystwa Pediatrycznego
- od 1927 dożywotnio – stałym sekretarzem Polskiego Towarzystwa Pediatrycznego
- od 1931 prezesem Izby Lekarskiej Warszawsko-Białostockiej[1]. Jako przedstawiciel tego gremium został wybrany do składu Naczelnej Izby Lekarskiej V kadencji 1935-1939[4].

## Ordery i odznaczenia
- Krzyż Komandorski Orderu Odrodzenia Polski (1953)[5]
- Krzyż Oficerski Orderu Odrodzenia Polski (2 maja 1922)[6][7]
- Złoty Krzyż Zasługi – trzykrotnie (po raz trzeci w 1952)[8]